# كيزفيل (فيرجينيا)
كيزفيل (بالإنجليزية: Keysville, Virginia)‏ هي بلدة أمريكية تقع في الولايات المتحدة في مقاطعة شارلوت (فيرجينيا). يقدر عدد سكانها بـ 817 نسمة ومساحتها 3.0 كم2 و وترتفع عن سطح البحر 206 متر.

## التركيبة السكانية
حدّد مكتب تعداد الولايات المتحدة بيانات التركيبة السكانية لكيزفيل في تعداد الولايات المتحدة. في ما يلي، التركيبة السكانية حسب تعدادي 2000 و2010.

### تعداد عام 2000
بلغ عدد سكان كيزفيل 817 نسمة بحسب تعداد عام 2000، وبلغ عدد الأسر 359 أسرة وعدد العائلات 195 عائلة مقيمة في البلدة. في حين سجلت الكثافة السكانية 267.9 نسمة لكل كيلومتر مربع (693.9/ميل2). وبلغ عدد الوحدات السكنية 398 وحدة بمتوسط كثافة قدره 130.5 لكل كيلومتر مربع (338.0/ميل2).
وتوزع التركيب العرقي للبلدة بنسبة 64.75% من البيض و33.54% من الأمريكيين الأفارقة و0.12% من الأمريكيين ذوي الأصول الآسيوية و1.10% من الأعراق الأخرى و0.49% من عرقين مختلطين أو أكثر و1.10% من الهسبانيون أو اللاتينيون من أي عرق.
بلغ عدد الأسر 359 أسرة كانت نسبة 27.6% منها لديها أطفال تحت سن الثامنة عشر تعيش معهم، وبلغت نسبة الأزواج القاطنين مع بعضهم البعض 34% من أصل المجموع الكلي للأسر، ونسبة 16.2% من الأسر كان لديها معيلات من الإناث دون وجود شريك،  بينما كانت نسبة 4.2% من الأسر لديها معيلون من الذكور دون وجود شريكة وكانت نسبة 45.7% من غير العائلات. تألفت نسبة 43.2% من أصل جميع الأسر من عدة أفراد يعيشون في نفس المنزل ونسبة 20.9% كانت تتألف من شخص يعيش بمفرده يبلغ من العمر 65 عاماً أو أكثر. وبلغ متوسط حجم الأسرة المعيشية 2.03، أما متوسط حجم العائلات فبلغ 2.79.
بلغ العمر الوسطي للسكان 45.1 عاماً. وكانت نسبة 20.7% من القاطنين تحت سن الثامنة عشر، وكانت نسبة 5.8% بين الثامنة عشر والرابعة والعشرين عاماً، ونسبة 23.4% كانت واقعةً في الفئة العمرية ما بين الخامسة والعشرين والرابعة والأربعين عاماً، ونسبة 19.5% كانت ما بين الخامسة والأربعين والرابعة والستين، ونسبة 20% كانت ضمن فئة الخامسة والستين عاماً فما فوق. يوجد لكل 100 أنثى 69.9 ذكر، ويوجد لكل 100 أنثى في الثامنة عشر من عمرها فما فوق 70.2 ذكر.
بلغ متوسط دخل الأسرة في البلدة 25,750 دولارًا، أما متوسط دخل العائلة فبلغ 34,667 دولارًا. وكان متوسط دخل الذكور 27,750 دولارًا مقابل 20,625 دولارًا للإناث. وسجل دخل الفرد الخاص بالبلدة 16,560 دولارًا. وكانت نسبة 10.9% من العائلات ونسبة 16.9% من السكان تحت خط الفقر، وكان من هؤلاء نسبة 10% تحت سن الثامنة عشر ونسبة 21.1% في الخامسة والستين من العمر وما فوق.

### تعداد عام 2010
بلغ عدد سكان كيزفيل 832 نسمة بحسب تعداد عام 2010، وبلغ عدد الأسر 353 أسرة وعدد العائلات 192 عائلة مقيمة في البلدة. في حين سجلت الكثافة السكانية 272.8 نسمة لكل كيلومتر مربع (706.5/ميل2). وبلغ عدد الوحدات السكنية 401 وحدة بمتوسط كثافة قدره 131.5 لكل كيلومتر مربع (340.6/ميل2).
وتوزع التركيب العرقي للبلدة بنسبة 64.78% من البيض و29.57% من الأمريكيين الأفارقة و0.48% من الأمريكيين الأصليين و0.60% من الأمريكيين ذوي الأصول الآسيوية و3.12% من الأعراق الأخرى و1.44% من عرقين مختلطين أو أكثر و3.73% من الهسبانيون أو اللاتينيون من أي عرق.
بلغ عدد الأسر 353 أسرة كانت نسبة 32% منها لديها أطفال تحت سن الثامنة عشر تعيش معهم، وبلغت نسبة الأزواج القاطنين مع بعضهم البعض 28% من أصل المجموع الكلي للأسر، ونسبة 20.1% من الأسر كان لديها معيلات من الإناث دون وجود شريك،  بينما كانت نسبة 6.2% من الأسر لديها معيلون من الذكور دون وجود شريكة وكانت نسبة 45.6% من غير العائلات. تألفت نسبة 41.1% من أصل جميع الأسر من عدة أفراد يعيشون في نفس المنزل ونسبة 24.6% كانت تتألف من شخص يعيش بمفرده يبلغ من العمر 65 عاماً أو أكثر. وبلغ متوسط حجم الأسرة المعيشية 2.20، أما متوسط حجم العائلات فبلغ 2.94.
بلغ العمر الوسطي للسكان 43.1 عاماً. وكانت نسبة 25.5% من القاطنين تحت سن الثامنة عشر، وكانت نسبة 8.2% بين الثامنة عشر والرابعة والعشرين عاماً، ونسبة 18.1% كانت واقعةً في الفئة العمرية ما بين الخامسة والعشرين والرابعة والأربعين عاماً، ونسبة 24.5% كانت ما بين الخامسة والأربعين والرابعة والستين، ونسبة 23.7% كانت ضمن فئة الخامسة والستين عاماً فما فوق. وتوزع التركيب الجنسي للسكان بنسبة 43.8% ذكور و56.2% إناث.